# Parque nacional Starcke
Starcke es un parque nacional en Queensland (Australia), ubicado a 1.619 km al noroeste de Brisbane.

## Datos
- Área: 79,60 km²
- Coordenadas: 14°56′28″S 145°02′02″E / -14.94111, 145.03389
- Fecha de Creación: 1977
- Administración: Servicio para la Vida Salvaje de Queensland
- Categoría IUCN: II

Véase también:
- Zonas protegidas de Queensland